# Engie Benjy
Engie Benjy é um programa de televisão estadunidense-britânica para crianças em idade pré-escolar. A série se estrenó de aires a as 12:00 p.m. EST/PST tempo em 27 de abril de 2004 em Nickelodeon's Nick Jr. quadra nos Estados Unidos.
Tem como personagens:
- Engie: um menino mecânico
- Joloop: o cão de engie
- Dam: um carro.

Outros personagens são o piloto Peet e o Avião, o astronata All e a Espaçonave, a carteira Moo e a Bike, o Caminhão e o caminhoneiro Troin, a motorista Toot e o Ônibus, o fazendeiro Fred e o Trator, o pescador Fiin e o Barco.